# Shuozhou
Shuozhou (en chino, 朔州; pinyin, Shuòzhōu) es una ciudad-prefectura de la provincia de Shanxi en la República Popular China. Su área es de 10 625 km² y su población total para 2010 superó los 1,7 millones de habitantes. 

## Administración
La ciudad prefectura de Shuozhou está conformada de 6 localidades que se administran en 2 distritos urbanos y 4 condados rurales. 
- Distrito Shuocheng 朔城区
- Distrito Pinglu 平鲁区
- Condado Shanyin 山阴县
- Condado Ying 应县
- Condado Youyu 右玉县
- Condado Huairen 怀仁县

## Toponimia
El topónimo Shuozhou significa 'Provincia Shuo', "Shuo" (朔) como topónimo se refiere al extremo norte o a la frontera. Durante la dinastía Qi del Norte, se construyó una nueva ciudad a 47 kilómetros al sur de Mayi (马邑) estableciendo lo que sería la actual Shuozhou. 
Shuozhou era la antigua ciudad fronteriza china de Mayi, que se usaba como puesto comercial entre China y los nómadas xiongnu . A los ojos de muchas personas, Mayi es un nombre cultural sinónimo de Shuozhou.

## Economía
La economía de la ciudad se basa en las minas de carbon y de otros minerales como el hierro, la bauxita, mica, manganeso y grafito. Otros sectores económicos son la agricultura, la industria química, cerámica, y la pesca.
El 19 de marzo de 2005, la explosión de una mina se produjo en la mina de carbón Xishui matando al menos a 65 mineros.

## Clima
Shuozhou tiene influencia de monzón, clima continental húmedo, con inviernos fríos y muy secos, y veranos cálidos y húmedos. La temperatura promedio mensual en enero es de  −9 °C y en julio es de 22 °C, siendo el promedio anual de 7.42 °C. La lluvia es frecuente de junio a septiembre con 399 milímetros al año.
| Parámetros climáticos promedio de Youyu (1971−2000) | Parámetros climáticos promedio de Youyu (1971−2000) | Parámetros climáticos promedio de Youyu (1971−2000) | Parámetros climáticos promedio de Youyu (1971−2000) | Parámetros climáticos promedio de Youyu (1971−2000) | Parámetros climáticos promedio de Youyu (1971−2000) | Parámetros climáticos promedio de Youyu (1971−2000) | Parámetros climáticos promedio de Youyu (1971−2000) | Parámetros climáticos promedio de Youyu (1971−2000) | Parámetros climáticos promedio de Youyu (1971−2000) | Parámetros climáticos promedio de Youyu (1971−2000) | Parámetros climáticos promedio de Youyu (1971−2000) | Parámetros climáticos promedio de Youyu (1971−2000) | Parámetros climáticos promedio de Youyu (1971−2000) |
| Mes                                                 | Ene.                                                | Feb.                                                | Mar.                                                | Abr.                                                | May.                                                | Jun.                                                | Jul.                                                | Ago.                                                | Sep.                                                | Oct.                                                | Nov.                                                | Dic.                                                | Anual                                               |
| --------------------------------------------------- | --------------------------------------------------- | --------------------------------------------------- | --------------------------------------------------- | --------------------------------------------------- | --------------------------------------------------- | --------------------------------------------------- | --------------------------------------------------- | --------------------------------------------------- | --------------------------------------------------- | --------------------------------------------------- | --------------------------------------------------- | --------------------------------------------------- | --------------------------------------------------- |
| Temp. máx. abs. (°C)                                | 9.6                                                 | 15.4                                                | 20.5                                                | 32.5                                                | 33.4                                                | 32.8                                                | 34.4                                                | 34.0                                                | 33.1                                                | 26.8                                                | 19.5                                                | 11.3                                                | '                                                   |
| Temp. máx. media (°C)                               | −4.9                                                | −1.1                                                | 5.5                                                 | 14.5                                                | 21.4                                                | 25.2                                                | 26.3                                                | 24.6                                                | 19.9                                                | 13.3                                                | 4.2                                                 | −2.9                                                | 12.2                                                |
| Temp. media (°C)                                    | -14.4                                               | -10.5                                               | -2.6                                                | 6.1                                                 | 13.2                                                | 17.7                                                | 19.5                                                | 17.6                                                | 11.8                                                | 4.7                                                 | -4.3                                                | -11.6                                               | 3.9                                                 |
| Temp. mín. media (°C)                               | −22.4                                               | −18.6                                               | −10.5                                               | −2.9                                                | 3.7                                                 | 9.2                                                 | 12.7                                                | 11.1                                                | 4.4                                                 | −2.5                                                | −11.1                                               | −19.0                                               | −3.8                                                |
| Temp. mín. abs. (°C)                                | -40.4                                               | -36.8                                               | -29.3                                               | -17.4                                               | -12.6                                               | -2.1                                                | 3.0                                                 | 0.2                                                 | -8.0                                                | -14.0                                               | -32.2                                               | -34.1                                               | '                                                   |
| Precipitación total (mm)                            | 2.2                                                 | 3.5                                                 | 9.9                                                 | 17.5                                                | 34.0                                                | 60.2                                                | 107.0                                               | 98.0                                                | 50.9                                                | 18.7                                                | 7.0                                                 | 1.5                                                 | 410.4                                               |
| Días de precipitaciones (≥ 0.1 mm)                  | 2.3                                                 | 3.4                                                 | 5.4                                                 | 4.7                                                 | 6.4                                                 | 9.8                                                 | 14.1                                                | 13.0                                                | 8.7                                                 | 5.6                                                 | 3.6                                                 | 2.2                                                 | 79.2                                                |
| Fuente: Weather China                               |                                                     |                                                     |                                                     |                                                     |                                                     |                                                     |                                                     |                                                     |                                                     |                                                     |                                                     |                                                     |                                                     |